# Pedro Schwartz
Pedro Schwartz Girón (né en 1935), est un économiste et ancien député espagnol.

## Premières années
Pedro Schwartz naît le 30 janvier 1935 à Madrid . Il est fils de Juan Schwartz Díaz-Flores (es), ambassadeur d'Espagne en Autriche et Juste parmi les nations. 
Pedro Schwartz est docteur en droit (de l'Université Complutense de Madrid) et en économie (de la London School of Economics ,). 
Il a quatre enfants, dont la soprano Sylvia Schwartz.

## Carrière
Schwartz est professeur en économie à la Fondation Rafael del Pino de l'Université CEU San Pablo de Madrid et chargé de cours invité à l'Université de Buckingham. Il est chercheur adjoint à l'Institut Cato. 
Il est membre de la Société du Mont Pèlerin depuis 1977 et en est le président de 2014 à 2016. 
Il est député de 1982 à 1986. 
Il est membre de l'Académie royale des sciences morales et politiques depuis le 22 février 2005.